# Bolbocerodema zonatum
Bolbocerodema zonatum là một loài bọ cánh cứng trong họ Geotrupidae. Loài này được Nikolajev miêu tả khoa học năm 1973.